# Potamia (Zypern)

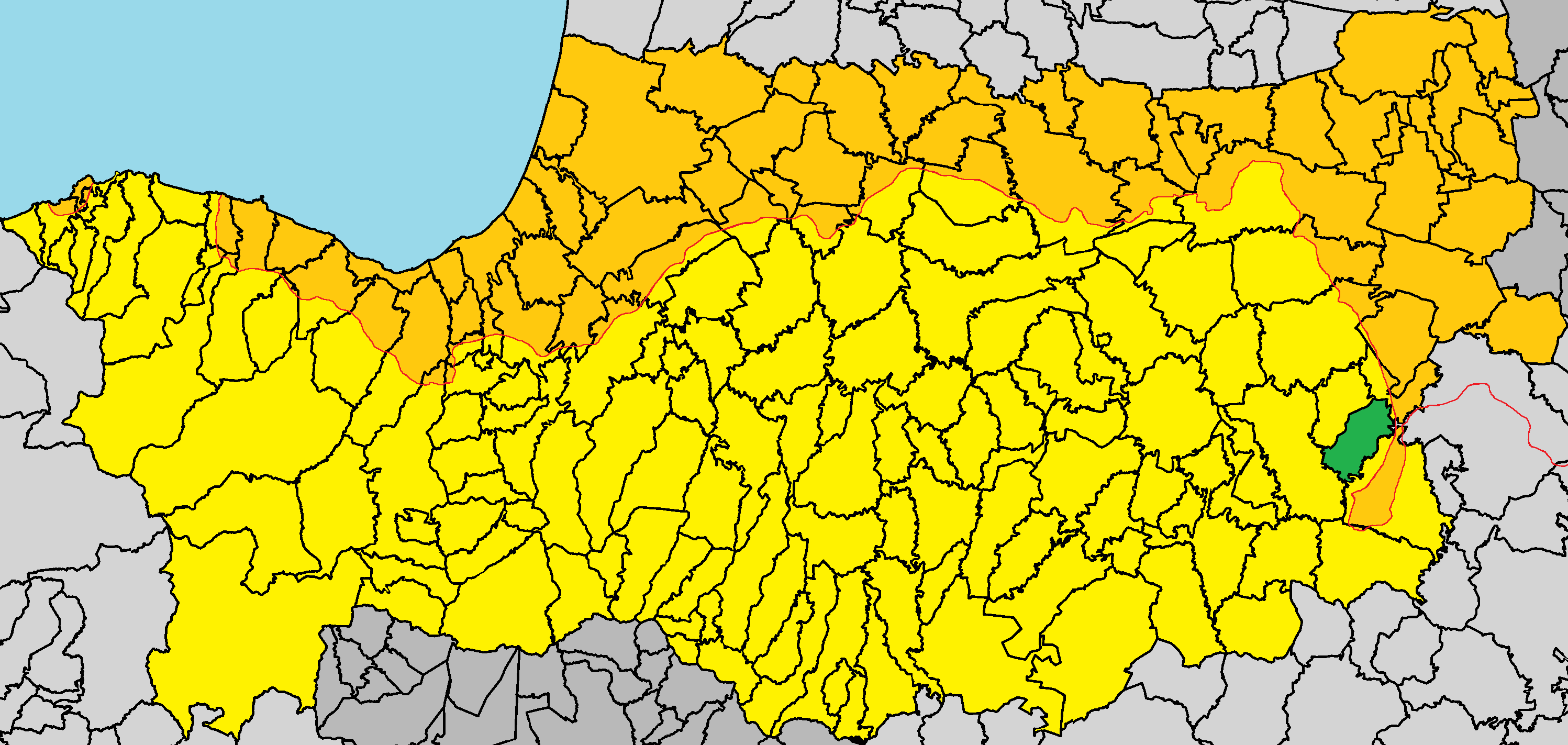
Lage im Bezirk Nikosia

Potamia oder türkisch Dereliköy ist ein Dorf in der Republik Zypern im Bezirk Nikosia und war in der Zeit der fränkischen Herrschaft (Königreich Zypern) Standort einer königlichen Burg. Die Bevölkerung bestand vor dem türkischen Einmarsch aus Zyperntürken und Zyperngriechen, inzwischen sind die meisten Türken in den Norden geflohen.
Heute ist Dereliköy/Potamia eines der wenigen Dörfer auf Zypern, in denen Griechen und Türken friedlich miteinander leben. Deshalb wird es auch das „Dorf der Versöhnung“ genannt.
1521 kaufte Efgenios Singriticus, ein griechischer Adeliger, zu dieser Zeit Botschafter Nikosias in Venedig, das Dorf für mehr als 5000 Dukaten. Das Dorf war ein Allodium, der produzierte Weizen musste aber weiterhin an Venedig abgeführt werden.
Potamia ist ebenso der Standort eines aus dem 14. Jahrhundert bis heute zum Teil erhaltenen Landguts der letzten Königin von Zypern, Armenien und Jerusalem Caterina Cornaro. Im Oktober 2011 kündigte das Antiquitätenamt der Republik Zypern an, das Gebäude zu restaurieren und es zu einem Kulturzentrum zu machen. Heute (2017) verfällt das Gebäude weiterhin. Plünderungen sind bekannt.